# Mi-X1

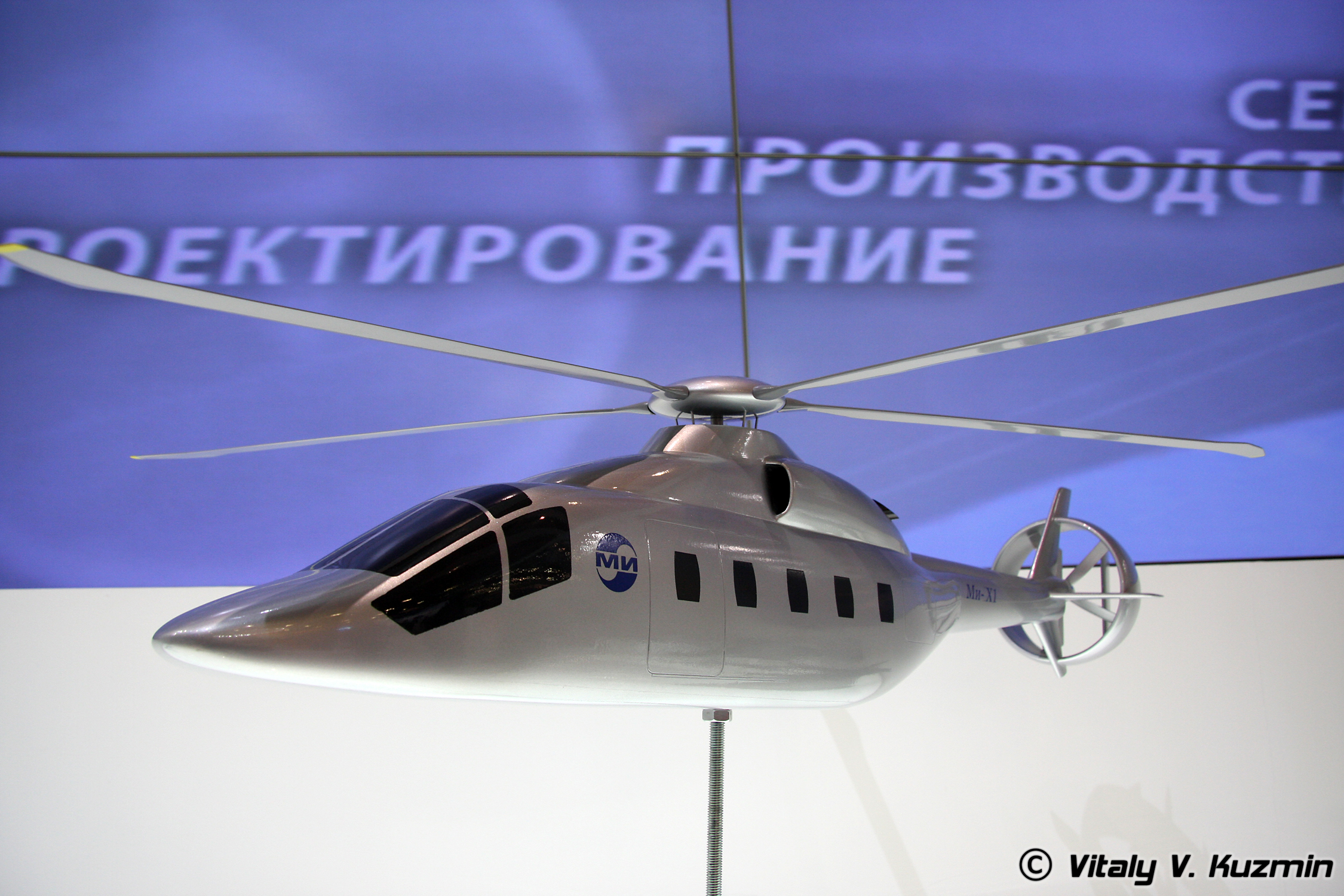
Mi-X1

Mi-X1 – projekt doświadczalnego rosyjskiego śmigłowca wytwórni moskiewskiej fabryki śmigłowców im. Michaiła Mila, który w założeniach swoich projektantów ma osiągnąć prędkość w locie poziomym rzędu 500 km/h. Maszyna w wersji seryjnej ma stanowić konkurencję dla samolotów komunikacji lokalnej.

## Historia
Pierwsze doniesienia o zamierzeniach wytwórni Michaiła Mila pojawiły się w 2008 roku. Nowa maszyna ma posiadać klasyczny układ z wirnikiem głównym, ale ze śmigłem ogonowym ustawionym w pozycji prostopadłej do maszyny, pełniąc funkcję śmigła pchającego. Podobny układ zastosowano w amerykańskim śmigłowcu doświadczalnym Sikorsky X2 a wcześniej w Lockheed AH-56 Cheyenne. Również konkurent z lokalnego rynku, wytwórnia Kamow w swoim śmigłowcu Ka-92 zastosowała taki sam układ ze śmigłem pchającym. W przypadku klasycznych wirników, głównym problemem, na jaki napotykają konstruktorzy śmigłowców dużych prędkości jest efekt przeciągnięcia cofających (obracających się w kierunku przeciwnym do lotu śmigłowca) się łopat wirnika głównego, a tym samym odrywanie się strug powietrza od łopaty. W konsekwencji sprawność łopaty gwałtownie maleje. W celu eliminacji tego zjawiska rosyjska firma ma zamiar wykorzystać system miejscowej eliminacji oderwania (Stall Local Elimination System) usztywniający mocowanie cofającej się łopaty do głowicy wirnika. Dzięki takiemu rozwiązaniu kąt natarcia cofającej łopaty jest bliski 0°, co w efekcie zapobiega efektowi przeciągnięcia. Dodatkowo, konstruktorzy mają zamiar zastosować system regulacji kąta natarcia łopaty wirnika. Osiągnięcie dużej prędkości rzędu 500 km/h ma umożliwić zastosowanie ogonowego, otunelowanego śmigła pchającego ze zmiennym wektorem ciągu. 
W listopadzie 2018 roku, projekt Mila został wybrany przez rosyjskie Ministerstwo Obrony do dalszego rozwoju. W pokonanym polu pozostawiając konkurencyjny projekt Ka-92. Obok wersji załogowej, przewiduje się zbudowanie wersji bezzałogowej śmigłowca.